# Haruka Funakubo
Haruka Funakubo (Fujiyoshida, 10 ottobre 1998) è una judoka giapponese.

## Biografia
Nel mese di aprile 2014, è entrata al Liceo Fujigakuen. Ha vinto due volte di seguito i Campionati Inter-High School e i Campionati Giapponesi Juniores rispettivamente nel 2015 e nel 2016. Nell'ottobre 2015, ha vinto i Campionati Mondiali Juniores di Judo sia individualmente (nella categoria di peso -57 kg) sia nella gara a squadre. Ha vinto 5 degli 8 incontri con Funakubo-Gatame per Ippon.
Nel 2017, è diventata membro del club di Judo del Gruppo Assicurativo Mitsui Sumitomo. Nel febbraio 2017, ha vinto tutti gli incontri con Funakubo-Gatame per Ippon all'European Open Sofia.
Nell'aprile 2017, è diventata vice campionessa ai Campionati giapponesi per categoria di peso. Nell'ottobre 2017, ha mantenuto il titolo mondiale juniores sia a livello individuale che a squadre.
Nel settembre 2018, ha vinto l'evento a squadre ai Giochi Asiatici. Nell'ottobre 2018, ha vinto il titolo mondiale juniores sia a livello individuale che a squadre per la terza volta consecutiva.
Nell'aprile 2021, ha vinto i Campionati Giapponesi Selezionati di Judo. Nel giugno 2021, ha vinto i Campionati Mondiali di Judo 2021 – Squadre Miste. Nell'ottobre 2021, ha vinto il Grand Slam di Judo di Parigi 2021.
Nel febbraio 2022, ha vinto il Grand Slam di Judo di Parigi 2022. Nell'aprile 2022, ha vinto i Campionati Giapponesi Selezionati di Judo.
Partecipa ai Giochi della XXXIII Olimpiade.